# Terminal Integrado de Passageiros Antônio Farias
O Terminal Integrado de Passageiros Antônio Farias (popularmente chamado pela sigla TIP) é um terminal rodoviário localizado na cidade de Recife, Pernambuco, tendo sido inaugurado em 1986. Está localizado na zona oeste da cidade, a 16 km do centro, na divisa com o município de Jaboatão dos Guararapes.

## História
O Terminal Integrado de Passageiros (TIP) foi inaugurado em 1986, com o objetivo de resolver os problemas da antiga rodoviária do Recife, localizada no centro da cidade, que já não supria mais a demanda da cidade. O terreno possui uma área de 101.800 m² com mais de 37.000 m² de área construída. Com 53 plataformas de embarque e desembarque, oferece linhas intermunicipais e interestaduais para mais de 60 cidades espalhadas pelo Brasil, e recebe uma média de 10 mil passageiros por dia.

## Integração
O terminal pode ser acessado pelas rodovias BR-232, BR-408 e pela Linha Centro do Metrô do Recife, através da Estação Rodoviária (Metrorec). Do TIP, também saem diversos ônibus para os bairros da cidade, através do Terminal Integrado (TI TIP). Outro modo de integração é o sistema de metrô local, pela Estação de Metrô Rodoviária, linha Centro.

## Administração
Atualmente, o terminal é administrado pela empresa Socicam, por meio de um contrato de concessão pública, que vem promovendo diversas revitalizações no empreendimento, desde manutenção até reformas, visando o conforto e melhores serviços para os usuários. Contudo, o equipamento ainda carece de diversos reparos em sua infraestrutura, que tem se tornado desgastada com o tempo e a queda na circulação de passageiros.

## Serviços
- Acessibilidade, com macas, cadeiras de rodas, rampas e sanitários adaptados[3];
- Sanitários com banho;
- Achados e Perdidos e Guarda-volumes;
- Tomadas e carregadores de celular;
- Táxi;
- Correios;
- Estacionamento;
- Restaurantes, lanchonetes, farmácia, papelaria, lojas de artesanato, acesso à Internet e outras;
- Caixas Eletrônicos (Banco 24 Horas).